# سارة لي (مصارعة)
سارة لي (بالإنجليزية: Sara Lee)‏ هي عارضة ومصارعة محترفة أمريكية، ولدت في 7 يونيو 1992 في بلدة هوب في الولايات المتحدة.

## وصلات خارجية
- سارة لي على موقع CageMatch worker (الإنجليزية)
- سارة لي على موقع عالم المصارعة على الإنترنت (الإنجليزية)
- سارة لي على موقع عالم المصارعة على الإنترنت (الإنجليزية)
- سارة لي على موقع IMDb (الإنجليزية)